# Campeonato salvadoreño 1998-99
La Temporada 1998-99 fue la cuadragésima octava edición de la Primera División organizada por la Federación Salvadoreña de Fútbol.

## Formato de competición
El torneo apertura y clausura se desarrolló en dos fases:
- Fase de clasificación: los dieciocho días del campeonato.
- Fase final: los partidos de ida y vuelta que van desde las semifinales hasta la final.

### Fase de clasificación
Durante la fase de clasificación, los diez equipos se enfrentan a los otros nueve equipos dos veces según un calendario elaborado al azar. Los cuatro mejores equipos se clasifican para las semifinales, mientras que el último desciende a la Segunda División .
La clasificación se basa en la escala de puntos clásica (victoria a 3 puntos, empate a 1, derrota a 0). El desempate final se basa en los siguientes criterios:
- El número de puntos.
- La diferencia de goles general.
- El número de goles marcados.

### Descenso
Al final descendió de manera directa el último de la tabla del torneo clausura.
De darse un empate en puntos entre el último y el penúltimo, se jugará un partido definitorio en un estadio neutral.
De darse un empate entre el último, penúltimo y antepenúltimo, se tomarán en cuenta la diferencia de goles.

## Equipos participantes

### Equipos por departamento
| Departamento | N.º | Equipos              |
| ------------ | --- | -------------------- |
| San Salvador | 2   | Alianza, Árabe Marte |
| San Miguel   | 2   | Águila, Dragón       |
| Santa Ana    | 1   | FAS                  |
| La Libertad  | 1   | ADET                 |
| Usulután     | 1   | Luis Ángel Firpo     |
| La Unión     | 1   | Municipal Limeño     |
| La Paz       | 1   | Santa Clara          |
| Sonsonate    | 1   | Sonsonate            |

### Intercambios de Plazas
El Roble terminó último en la tabla acumulada de la temporada 1997-98 y fue relegado a la Liga de Plata, tras permanecer por 4 temporadas en Primera División. Fue reemplazado por el campeón de la Segunda Santa Clara que ascendió a la máxima división por primera vez.
| Pos | a Primera   |
| --- | ----------- |
| 1°  | Santa Clara |

| Pos | a Segunda |
| --- | --------- |
| 10° | El Roble  |

### Información de equipos
El número de equipos participantes para esta temporada fueron 10.
| Equipo           | Entrenador            | Ciudad             | Estadio                |
| ---------------- | --------------------- | ------------------ | ---------------------- |
| ADET             | Luis Ángel León       | Talnique           | Hanz Usko              |
| Águila           | Carlos Viera          | San Miguel         | Juan Francisco Barraza |
| Alianza          | Reno Renucci          | San Salvador       | Cuscatlán              |
| Árabe Marte      | José Luis Rugamas     | San Salvador       | Cuscatlán              |
| Dragón           | Desconocido           | San Miguel         | Juan Francisco Barraza |
| FAS              | Óscar Emigdio Benítez | Santa Ana          | Óscar Alberto Quiteño  |
| Luis Ángel Firpo | Nelson Brizuela       | Usulután           | Sergio Torres Rivera   |
| Municipal Limeño | Desconocido           | Santa Rosa de Lima | Ramón Flores Berríos   |
| Santa Clara      | Manuel Mejia          | San Luis Talpa     | Desconocido            |
| Sonsonate        | Desconocido           | Sonsonate          | Ana Mercedes Campos    |

## Torneo Apertura

### Fase regular
| Pos.                  | Equipos               | PJ  | Pts. |
| --------------------- | --------------------- | --- | ---- |
| 1.                    | Alianza               | 18  | 28   |
| 2.                    | Luis Ángel Firpo      | 18  | 27   |
| 3.                    | FAS                   | 18  | 26   |
| 4.                    | Águila                | 18  | 26   |
| 5.                    | Municipal Limeño      | 18  | 23   |
| 6.                    | Dragón                | 18  | 22   |
| 7.                    | Árabe Marte           | 18  | 21   |
| 8.                    | Sonsonate             | 18  | 18   |
| 9.                    | ADET                  | 18  | 14   |
| 10.                   | Santa Clara           | 18  | 13   |
| Equipos Apertura 1998 | Equipos Apertura 1998 | 180 | 180  |

|  |                        |
|  | Clasifican a la final. |

### Final
| 27 de diciembre de 1986 | Alianza       | 1 - 0 | Luis Ángel Firpo | Estadio Cuscatlán, San Salvador |  |
|                         | R. Osorio 86' |       |                  |                                 |  |

|                            |
| Campeón Alianza 7.° título |

### Goleadores
| Pos. | Jugador               | Equipo           | Goles |
| ---- | --------------------- | ---------------- | ----- |
| 1.°  | Rodrigo Osorio        | Alianza          | 11    |
| 2.°  | Elías Montes          | Alianza          | 8     |
| 3.°  | Fredy Gonzales Vichez | FAS              | 8     |
| 4.°  | José Rene Martinez    | Sonsonate        | 8     |
| 5.°  | Rudis Corrales        | Municipal Limeño | 7     |
| 6.°  | Celio Rodriguez       | Luis Ángel Firpo | 6     |
| 7.°  | Santos Cabrera        | Municipal Limeño | 6     |
| 8.°  | Julio Olivera Ascue   | Atlético Marte   | 6     |
| 9.°  | Hector Aaron Canjura  | ADET             | 5     |
| 10.° | Miguel Ángel Mariano  | FAS              | 5     |

## Torneo Clausura

### Fase regular
| Pos.                  | Equipos               | PJ  | PG | PE | PP | GF  | GC  | Dif. | Pts. |
| --------------------- | --------------------- | --- | -- | -- | -- | --- | --- | ---- | ---- |
| 1.                    | FAS                   | 18  | 9  | 6  | 3  | 28  | 16  | +12  | 33   |
| 2.                    | Árabe Marte           | 18  | 8  | 7  | 3  | 30  | 23  | +7   | 31   |
| 3.                    | Luis Ángel Firpo      | 18  | 8  | 6  | 4  | 25  | 18  | +7   | 30   |
| 4.                    | Águila                | 18  | 7  | 6  | 5  | 18  | 13  | +5   | 27   |
| 5.                    | Municipal Limeño      | 18  | 5  | 8  | 5  | 27  | 27  | 0    | 23   |
| 6.                    | Alianza               | 18  | 4  | 10 | 4  | 24  | 20  | +4   | 22   |
| 7.                    | Dragón                | 18  | 3  | 10 | 5  | 16  | 20  | -4   | 19   |
| 8.                    | ADET                  | 18  | 5  | 4  | 9  | 22  | 28  | -6   | 19   |
| 9.                    | Santa Clara           | 18  | 5  | 4  | 9  | 21  | 35  | -13  | 19   |
| 10.                   | Sonsonate             | 18  | 3  | 5  | 10 | 24  | 35  | -11  | 14   |
| Equipos Clausura 1999 | Equipos Clausura 1999 | 180 | 57 | 66 | 57 | 235 | 235 | 0    | 237  |

|  | Líder, clasificado para las semifinales. |
|  | Clasificados para las semifinales.       |
|  | Descendido.                              |

### Fase final

#### Eliminatorias
|  | Semifinales                               | Semifinales                               | Semifinales                               | Semifinales                               | Semifinales                               |   |    | Final      | Final      | Final      |  |
|  | 15 y 16 de mayo (ida) 22 de mayo (vuelta) | 15 y 16 de mayo (ida) 22 de mayo (vuelta) | 15 y 16 de mayo (ida) 22 de mayo (vuelta) | 15 y 16 de mayo (ida) 22 de mayo (vuelta) | 15 y 16 de mayo (ida) 22 de mayo (vuelta) |   |    | 30 de mayo | 30 de mayo | 30 de mayo |  |
|  |                                           |                                           |                                           |                                           |                                           |   |    |            |            |            |  |
|  |                                           |                                           |                                           |                                           |                                           |   |    |            |            |            |  |
|  | 1°                                        | FAS                                       | 2                                         | 1                                         | 3                                         |   |    |            |            |            |  |
|  | 1°                                        | FAS                                       | 2                                         | 1                                         | 3                                         |   |    |            |            |            |  |
|  | 4°                                        | Águila                                    | 2                                         | 0                                         | 2                                         |   |    |            |            |            |  |
|  | 4°                                        | Águila                                    | 2                                         | 0                                         | 2                                         |   | 1° | FAS        | 1 (4)      |            |  |
|  |                                           |                                           |                                           |                                           |                                           |   | 1° | FAS        | 1 (4)      |            |  |
|  |                                           |                                           | 3°                                        | Luis Ángel Firpo                          | 1 (5)                                     |   |    |            |            |            |  |
|  | 2°                                        | Árabe Marte                               | 3°                                        | Luis Ángel Firpo                          | 1 (5)                                     | 0 | 1  | 1          |            |            |  |
|  | 2°                                        | Árabe Marte                               |                                           |                                           |                                           | 0 | 1  | 1          |            |            |  |
|  | 3°                                        | Luis Ángel Firpo                          | 2                                         | 0                                         | 2                                         |   |    |            |            |            |  |
|  | 3°                                        | Luis Ángel Firpo                          | 2                                         | 0                                         | 2                                         |   |    |            |            |            |  |
|  |                                           |                                           |                                           |                                           |                                           |   |    |            |            |            |  |

#### Semifinales
| Fechas          | Local en la vuelta | Global | Local en la ida  | Ida   | Vuelta | Llave |
| --------------- | ------------------ | ------ | ---------------- | ----- | ------ | ----- |
| 15 y 22 de mayo | FAS                | 3 - 2  | Águila           | 2 - 2 | 1 - 0  | 1     |
| 16 y 22 de mayo | Árabe Marte        | 1 - 2  | Luis Ángel Firpo | 0 - 2 | 1 - 0  | 2     |

#### Final
| 30 de mayo de 1999 | FAS                                                           | 1 - 1 (4 - 5 p.)           | Luis Ángel Firpo                                            | Estadio Cuscatlán, San Salvador |  |
|                    | J. Wagner 54' (pen.)                                          |                            | 12' M. Dos Santos                                           |                                 |  |
|                    |                                                               | Tiros desde el punto penal |                                                             |                                 |  |
|                    | B. Cubías · Iraheta · R. Cuéllar · Jorge Wagner · F. Gonzalez |                            | M. Alfaro · C. Borja · C. Rodríguez · N. De Mello · R. Toro |                                 |  |

|                                     |
| Campeón Luis Ángel Firpo 6.° título |

## Clasificación a Torneos Uncaf 1999/2000

### Copa Interclubes de la Uncaf 1999
| Alianza | El Salvador 1 | Campeón del Torneo Apertura 1998 |  |  |
|         |               |                                  |  |  |

### Copa Interclubes de la Uncaf 2000
| Luis Ángel Firpo | El Salvador 1 | Campeón del Torneo Clausura 1999    |  |  |  |  |  |  |  |  |
| FAS              | El Salvador 2 | Subcampeón del Torneo Clausura 1999 |  |  |  |  |  |  |  |  |
|                  |               |                                     |  |  |  |  |  |  |  |  |